# ارگ راین
 ارگ تاریخی راین در شهر گردشگری راین واقع شده است. این ارگ دارای شانزده برج دیدبانی می باشد ارگی خشتی مربوط به دوره ساسانی است که در استان کرمان، شهرستان کرمان، جنوب غربی شهر کنونی راین جای دارد. این اثر با نام قلعه راین در ۱ فروردین ۱۳۴۵ با شمارهٔ ثبت ۱۲۸۶۷ به‌عنوان یکی از آثار ملی ایران به ثبت رسیده است. این بنای خشتی کوچکتر از ارگ بم است؛ اما به آن شباهت دارد و بر بالای تپه‌ای قرار گرفته است. این بنای تاریخی بزرگ با مساحتی بیش از بیست و دو هزار متر مربع، هرساله میزبان گردشگران داخلی و خارجی است. ارگ راین به سبک معماری ساسانی ساخته شده است.

## تاریخچه
قلعه راین یکی از مهم‌ترین آثار تاریخی کهن راین است و بر موجودیت راین قبل از اسلام مهر تأیید می‌نهد. گفته می‌شود قدمت آن به دوره ساسانیان برمی‌گردد. در تاریخ کرمان، از قلعه راین در قرن اول ه‍.ق نام برده شده است. قلعه‌هایی با قدمت و سابقه بیشتر در این محل وجود داشته که بر اثر حوادث طبیعی از بین رفته‌اند.

## توصیف قلعه
نقشه قلعه تقریباً مربع شکل و با شانزده برج دیدبانی در اطراف مزین شده‌است. دور تا دور قلعه را حصاری دربرگرفته که ارتفاع آن بیش از ده متر است. تنها ورودی قلعه از جبهه شرقی است که با سر در بزرگ و باشکوه به محوطه داخلی راه دارد.
عناصر قلعه عبارت‌اند از بازار، حاکم نشین، خانه‌های اعیانی، چهار انبار، آتشکده و محله‌های عامه نشین. این قلعه بخش عامه‌نشین و اعیان‌نشین دارد و فضاهای معماری مورد نیاز مردم مانند مکتب‌خانه و ساختمان قرنطینه در آن دیده می‌شود. مصالح کلی آن خشت خام است و در برابر سلاح‌های زمانه خود نسبتاً مقاوم بوده است.

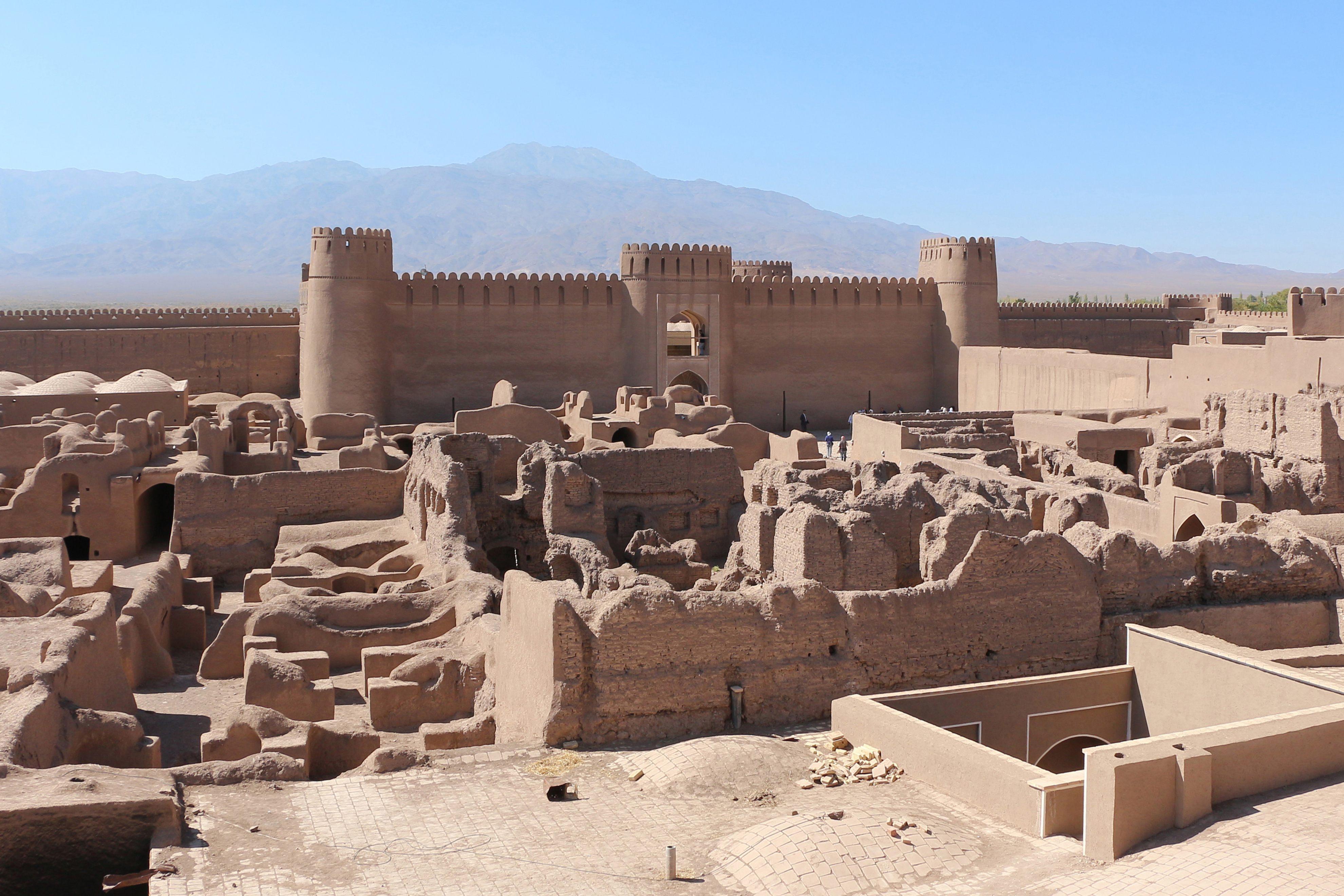
ارگ راین

## نگارخانه

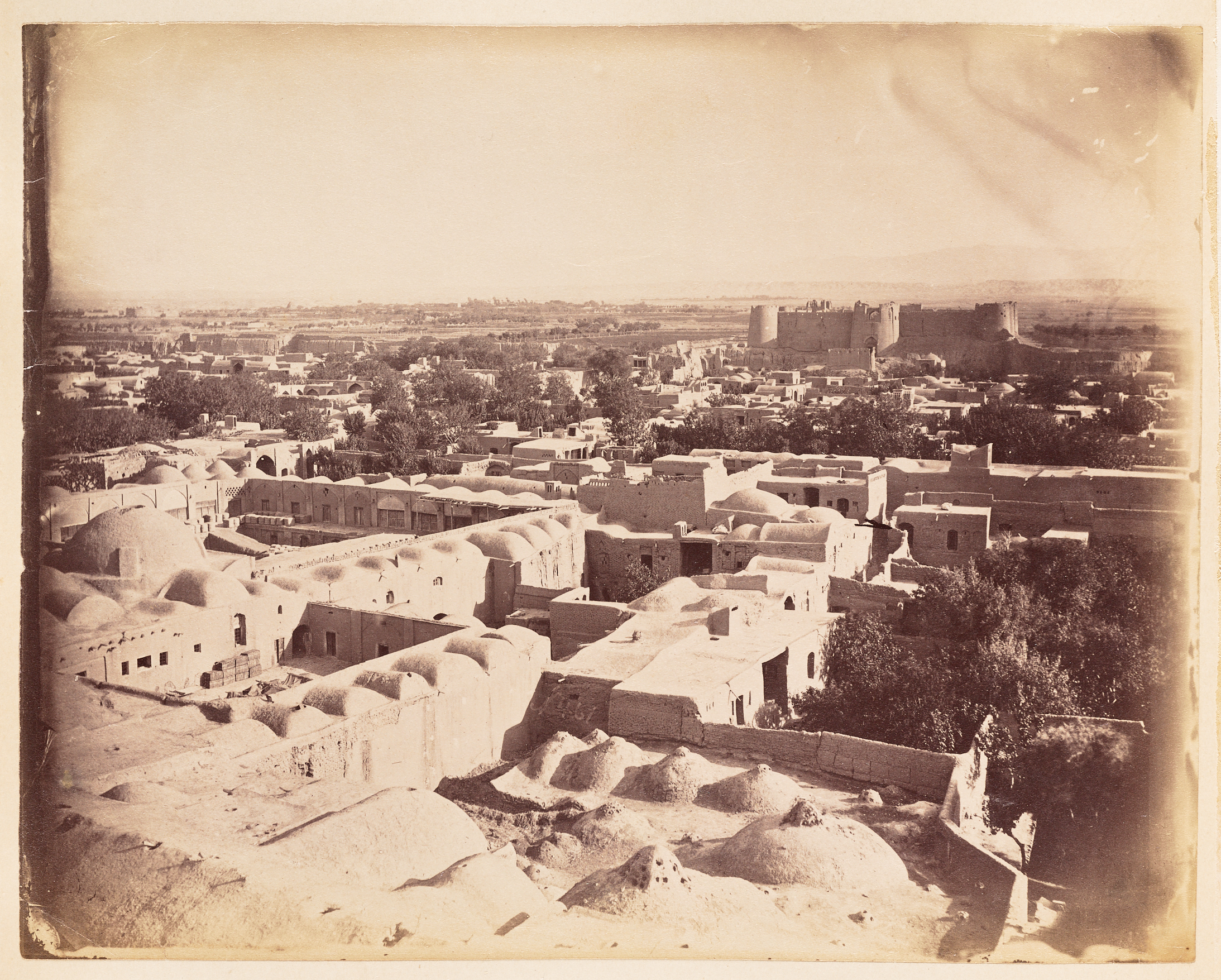
دورنمای شهر و ارگ راین در اواخر سدهٔ ۱۹ میلادی
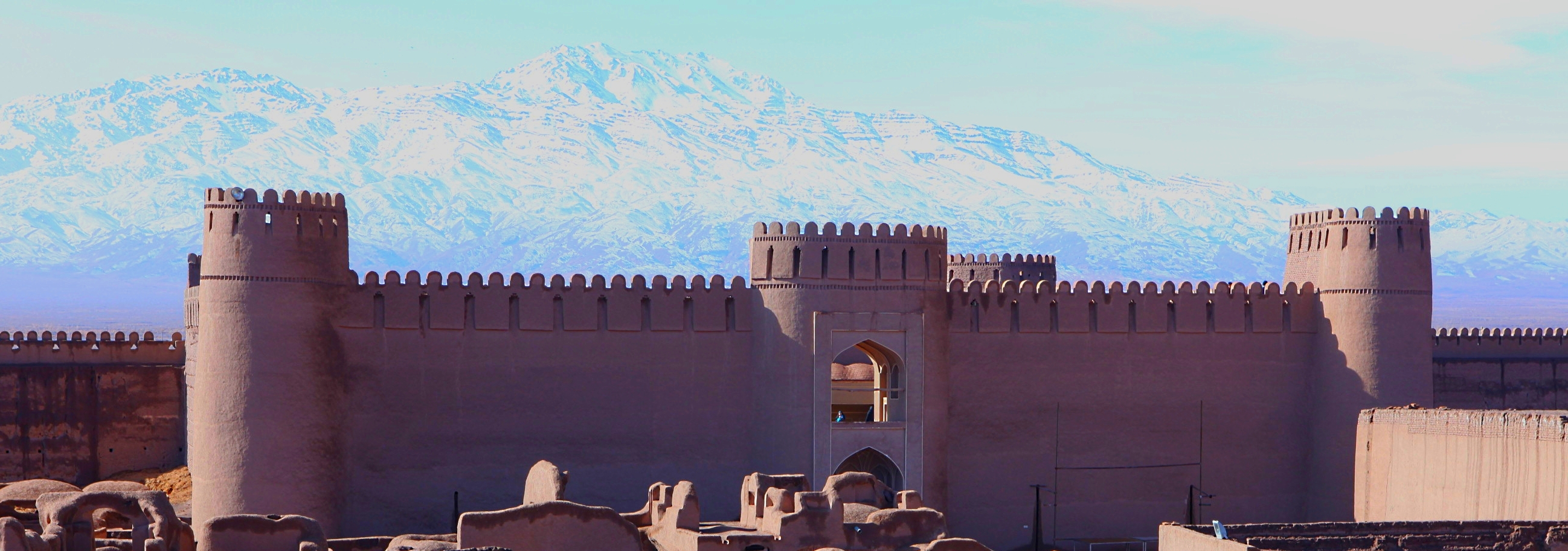
دروازهٔ ارگ
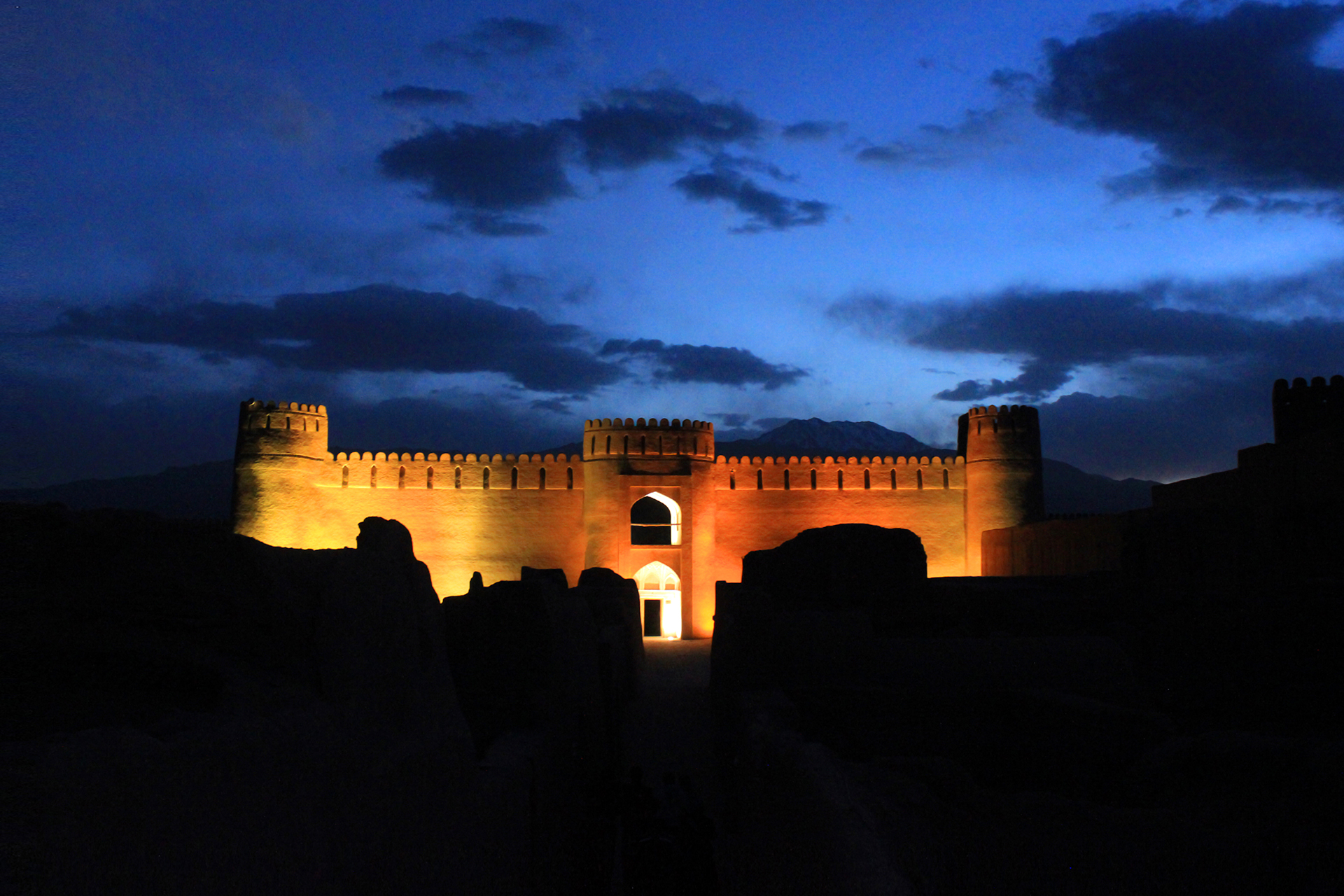
نمای ارگ در شب
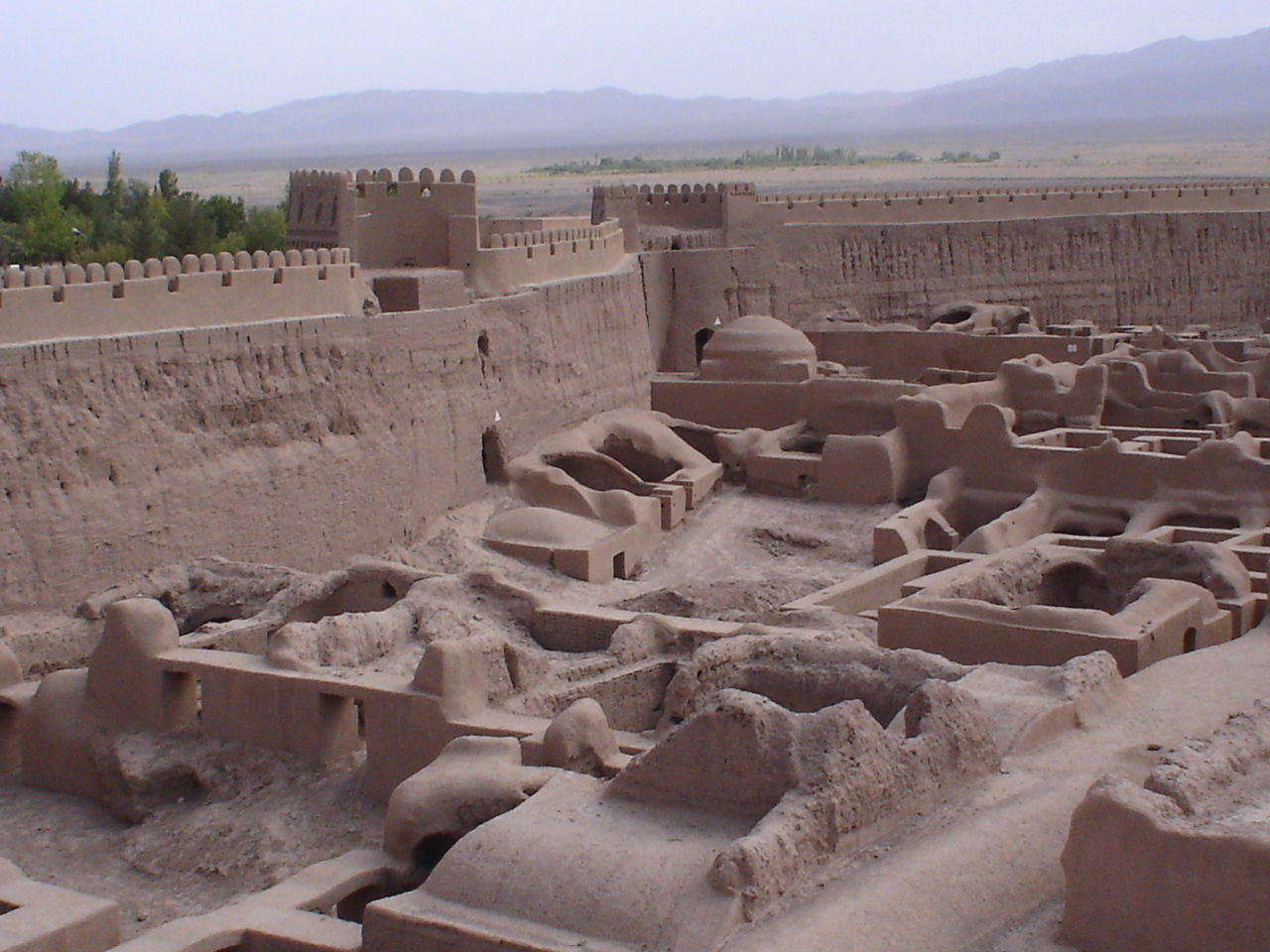
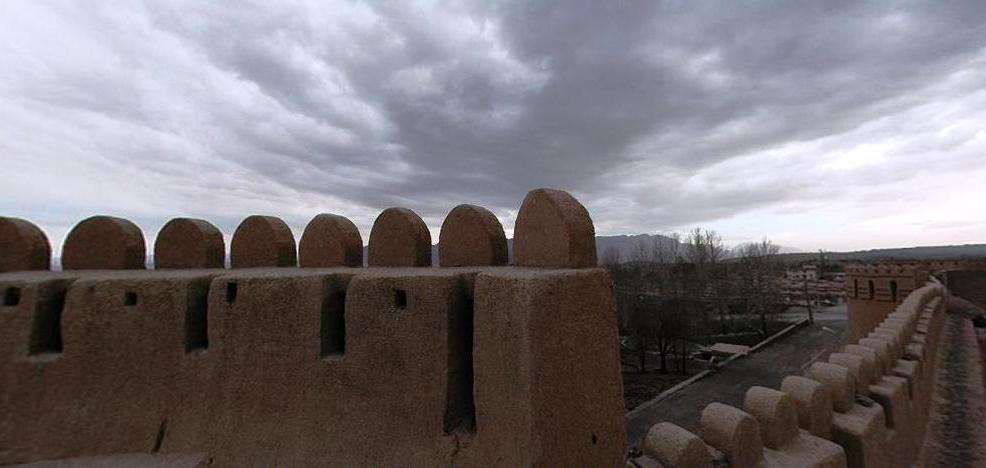
دیوارهای ارگ
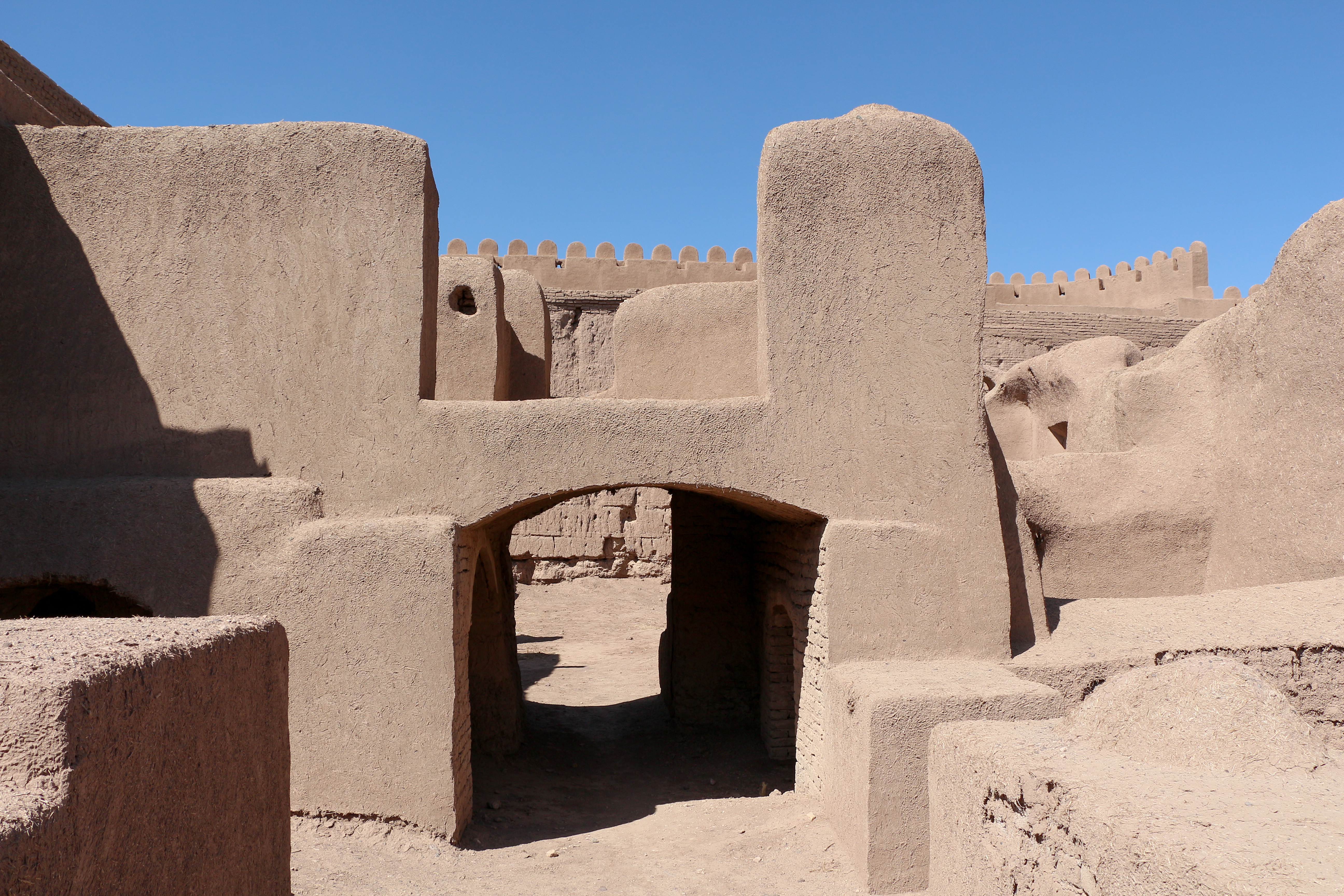
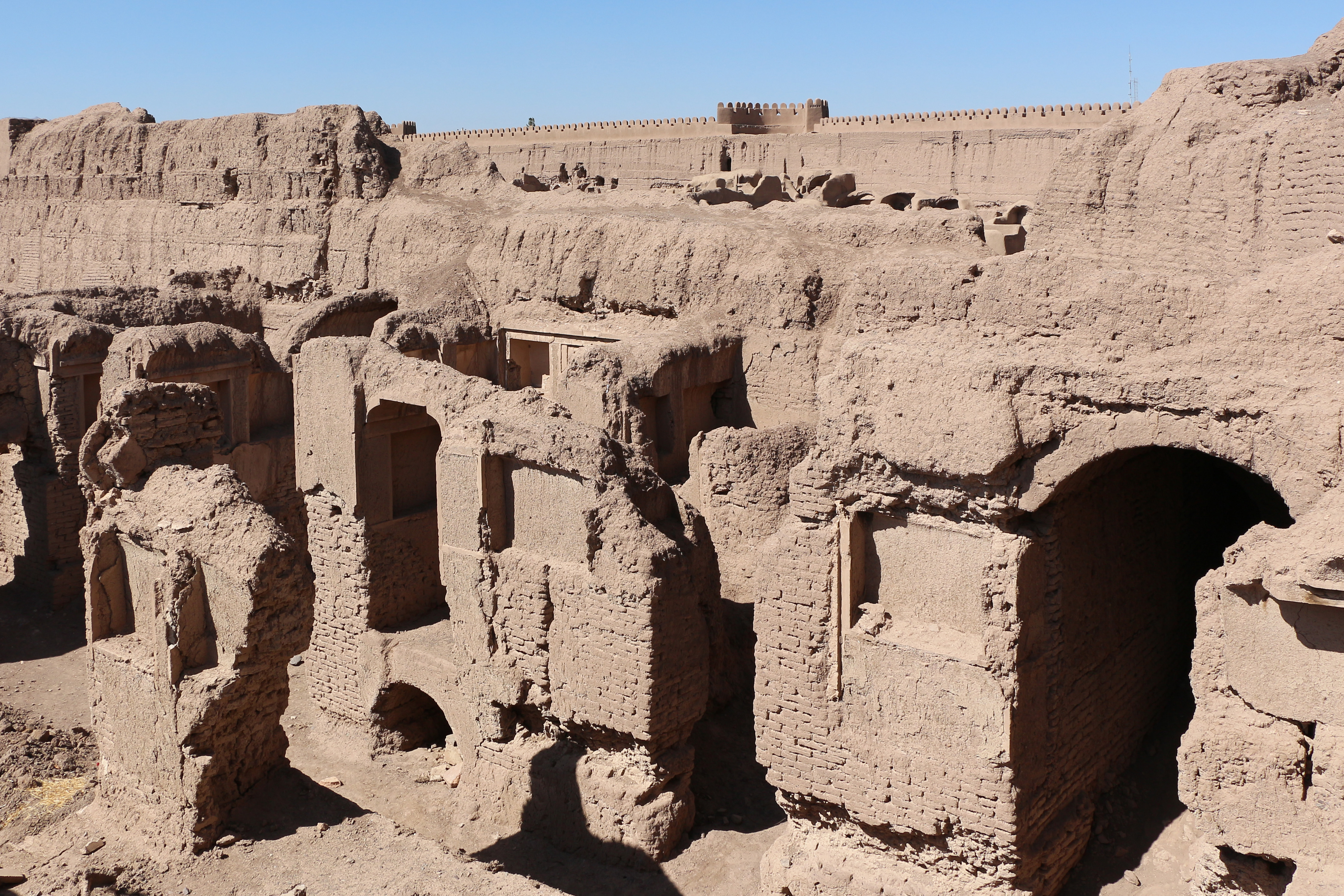
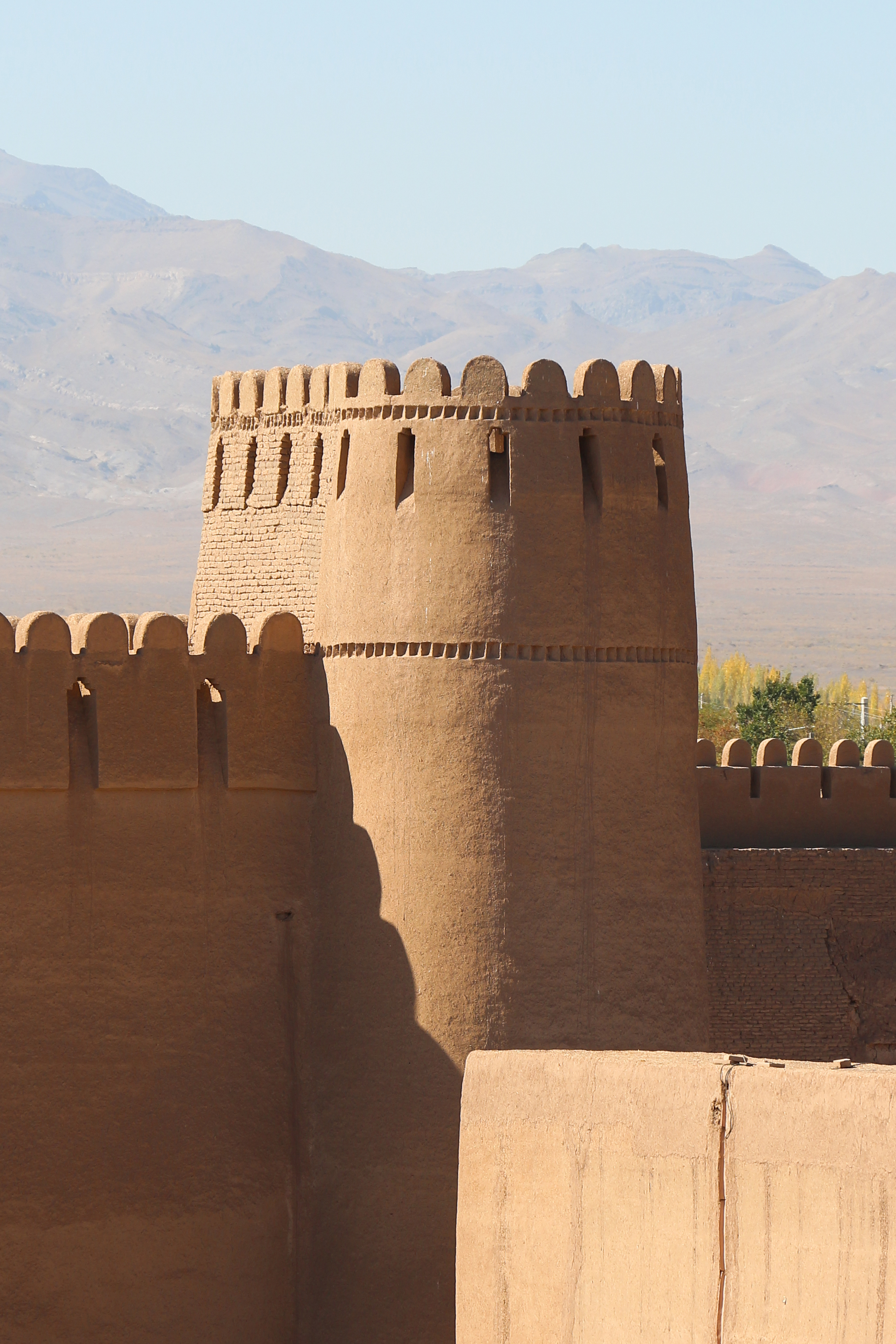
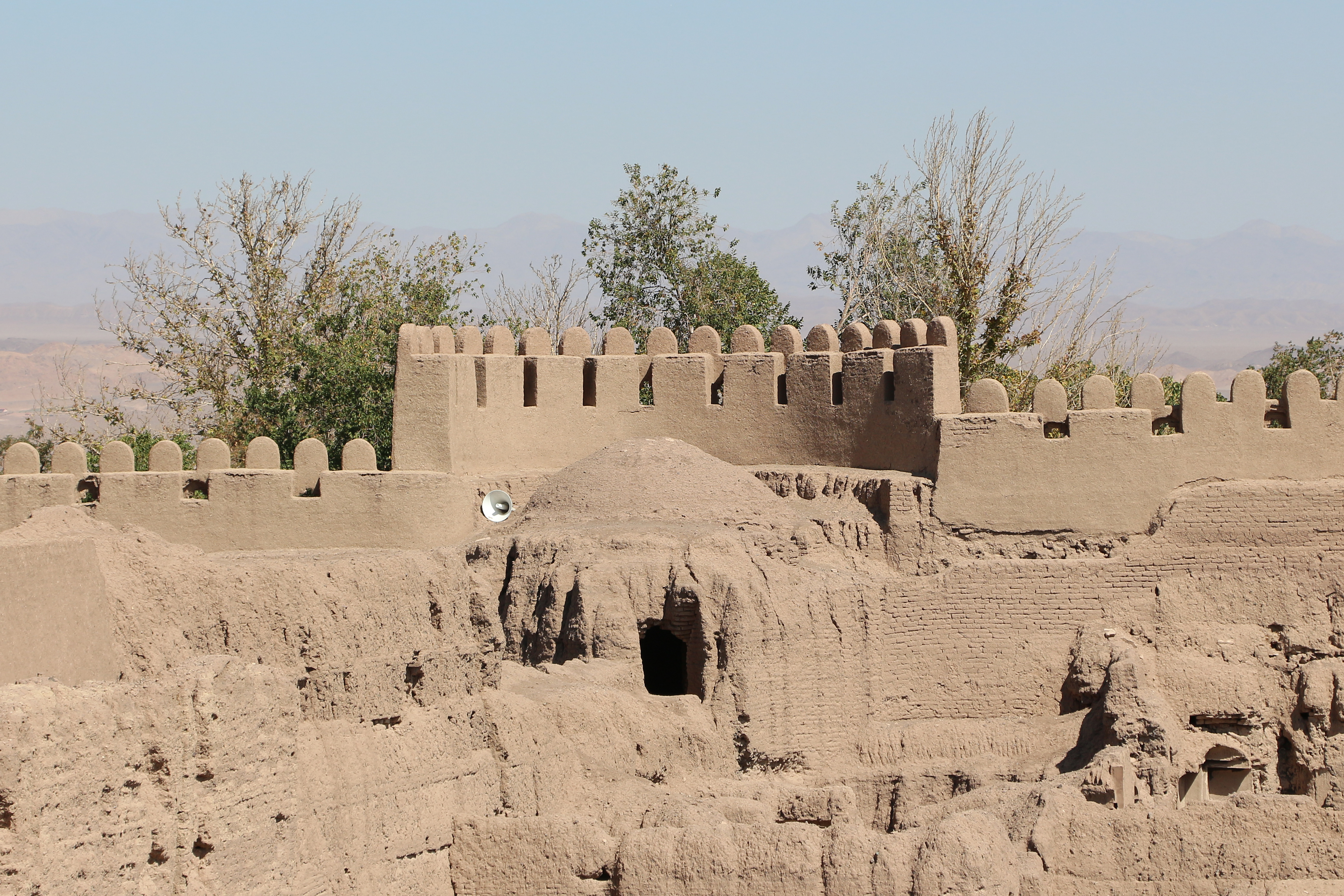
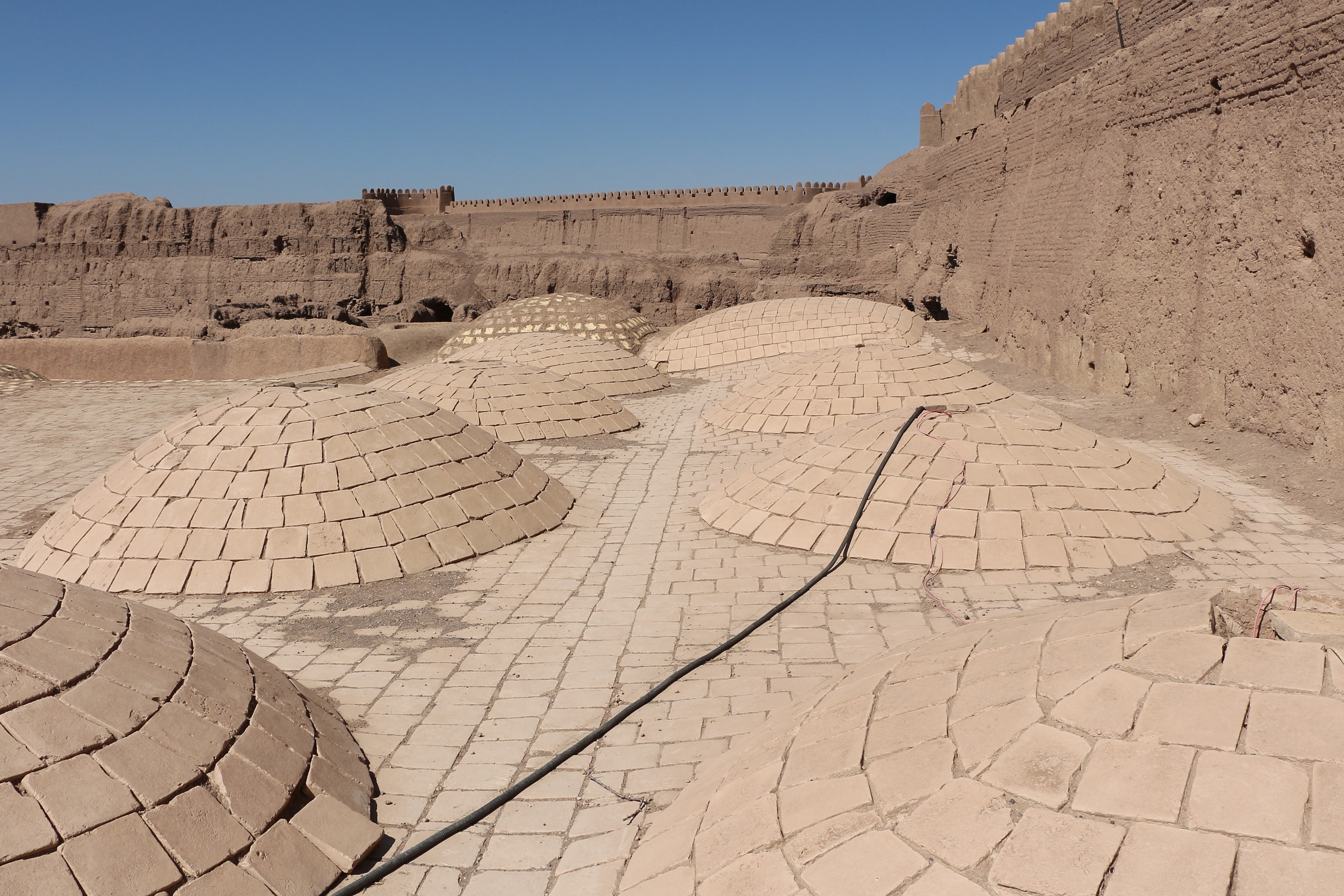
نمایی از طاق‌های بنا از روی سقف
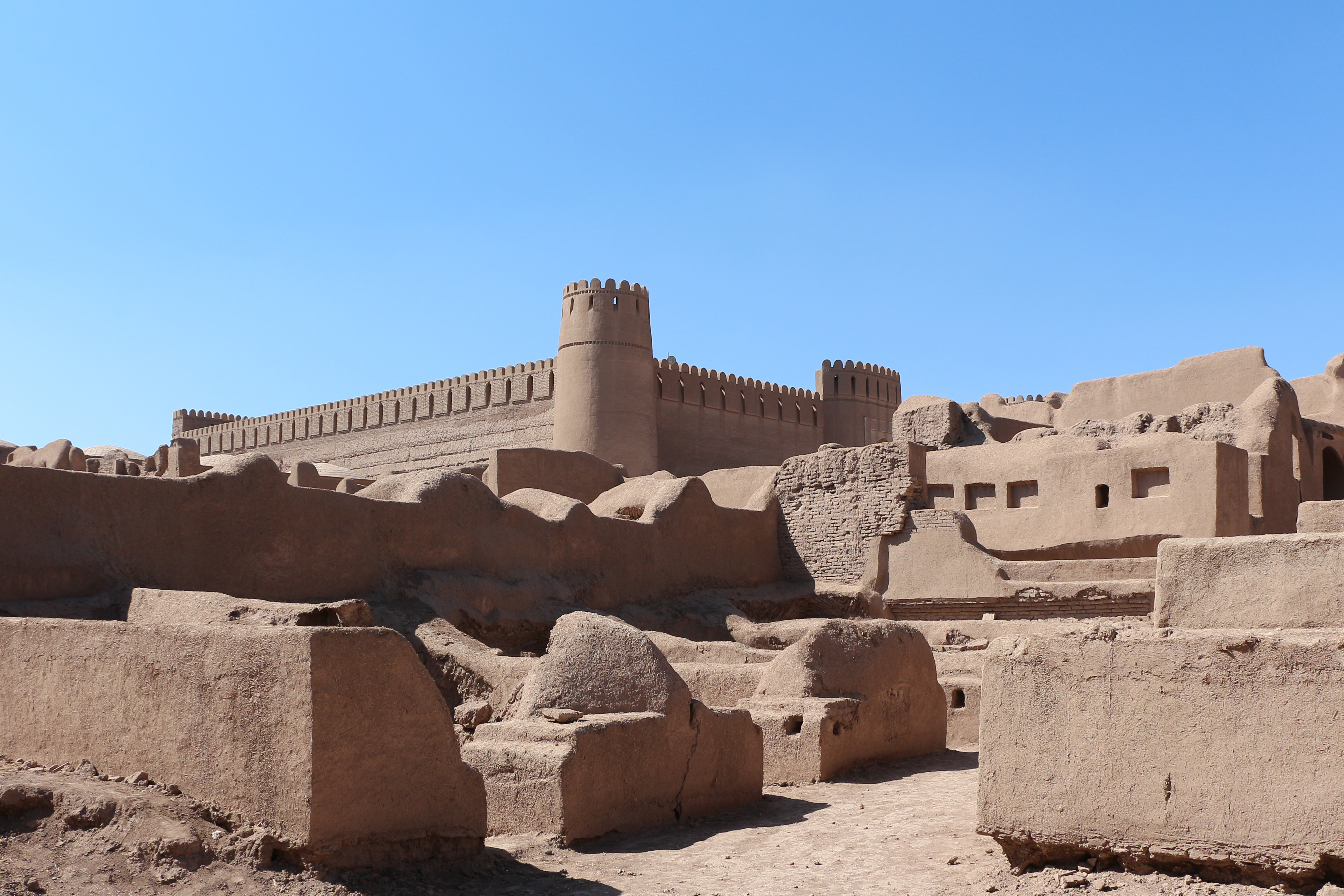
ویرانه‌های شهر بازمانده
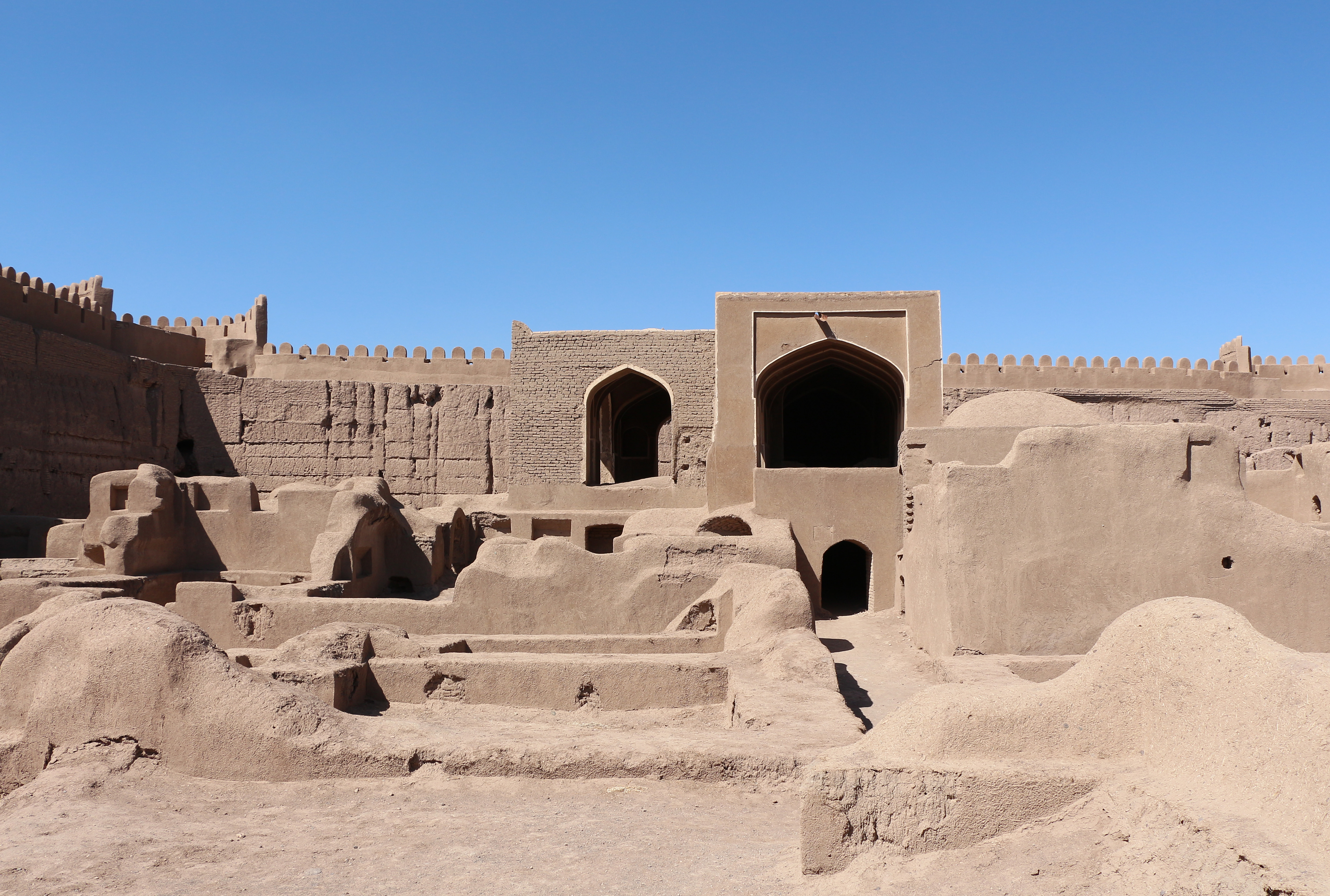